# Christmas in L.A.
«Christmas in L.A.» —en español: «Navidad en Los Ángeles»— es una canción de la banda de rock originaria de Las Vegas, The Killers, junto a Dawes, lanzada el 1 de diciembre de 2013. La canción es el octavo sencillo navideño consecutivo que el grupo publica cada año. Al igual que los anteriores siete lanzamientos, todas las ganancias percibidas con esta canción van dirigidas a las víctimas del sida como parte de la campaña de Product Red. El tema fue escrito por Brandon Flowers y Mark Stoermer, miembros de The Killers, y por Taylor Goldsmith, miembro de la banda Dawes. Irving Berlin también aparece acreditado como autor debido a que en la canción aparecen algunas partes de «White Christmas» —en español «Blanca Navidad»—.

## Vídeo musical
El vídeo musical de la canción fue dado a conocer el 1 de diciembre de 2013. En el vídeo destacada la participación del actor Owen Wilson quien interpreta a un artista buscando trabajo en época navideña. El actor Harry Dean Stanton también aparece, aunque prestando su voz.
El vídeo musical fue dirigido por Kelly Loosli y fue grabado y animado por estudiantes y alumni de la Universidad Brigham Young. Este fue producido por Kelly Loosli, Thomas Lefler, Kyle Stapley y Cassie Hiatt. Jordan Hunter, estudiante de la universidad, editó el vídeo.

## Formatos
Descarga digital
1. «Christmas in L.A.» – 4:27

## Posicionamiento en listas
| Lista (2013)                                  | Posición |
| --------------------------------------------- | -------- |
| Bélgica (Flandes) (Ultratip Bubbling Under)   | 81       |
| Estados Unidos Hot Rock Songs (Billboard)     | 43       |
| Irlanda (IRMA)                                | 100      |
| Reino Unido Singles (Official Charts Company) | 92       |